# Бенареський індуїстський університет
25°15′52″ пн. ш. 82°59′42″ сх. д. / 25.264413° пн. ш. 82.995014° сх. д.
Бенареський індуїстський університет (санскр. काशी हिन्दू विश्वविद्यालय) — індійський державний університет у місті Варанасі. Є одним з найвідоміших вишів країни. У рейтингу India Today 2010 року посів перше місце серед індійських вишів.
Університет було засновано 1916 року Маданом Моханом Малавією. Головний кампус, що займає територію 5,5 км², був збудований на землі, яку подарував раджа Каші Нарешем. Другий кампус, «Південний кампус імені Раджива Ганді», розташований в окрузі Мірзапур за 80 км від Варанасі.